# Feldflöte
Con feldflöte ci si riferisce a un particolare registro dell'organo. Il suo nome significa, letteralmente, flauto da campo.

## Struttura
La maggior parte delle fonti descrivono il feldflöte come un registro ad anima a flauto aperto dotato di un suono molto incisivo e penetrante, presente nella misura da 2' (a volte anche 1') in molti organi tedeschi del XVII secolo. Non è presente, almeno con questo nome, nella tradizione organaria italiana.
Il musicologo Quentin Maclean sostiene che questo registro sia il corrispettivo al manuale del bauerflöte, presente invece nella pedaliera. Secondo Stevens Irwin, invece, il feldflöte è un registro del tutto uguale al flauto in selva.
È anche conosciuto come Feldpfeife in Germania, Flûte Champ  in Francia o con il nome latino di Fistula Militaris.